# John Quinn Weitzel
John Quinn Weitzel MM (* 10. Mai 1928 in Chicago, Illinois; † 30. Dezember 2022 in Ossining, New York) war ein US-amerikanischer Ordensgeistlicher und römisch-katholischer Bischof von Samoa-Pago Pago in Amerikanisch-Samoa.

## Leben
John Quinn Weitzel trat der Ordensgemeinschaft des Maryknoll-Missionsordens bei und empfing am 11. Juni 1955 durch den Generalsuperior der Maryknoll-Missionare, Bischof Raymond Aloysius Lane, die Priesterweihe.
Papst Johannes Paul II. ernannte ihn 1986 zum ersten Bischof des neuerrichteten Bistums Samoa-Pago Pago. Die Bischofsweihe spendete ihm am 29. Oktober 1986 Pio Kardinal Taofinu'u SM, Erzbischof von Samoa-Apia; Mitkonsekratoren waren der Bischof von Honolulu, Joseph Anthony Ferrario, und Patrick Vincent Hurley CSsR, Weihbischof in Samoa und Tokelau.
Papst Franziskus nahm am 31. Mai 2013 seinen altersbedingten Rücktritt an. Er starb nach kurzer Krankheit im Maryknoll-Mutterhaus bei Ossining. Sein Grab befindet sich neben dem seiner Mutter in Chicago.

## Einzelnachweis
1. ↑  Bishop John Quinn Weitzel passes away after a short illness. In: samoanews.com. 31. Dezember 2022, abgerufen am 31. Dezember 2022 (amerikanisches Englisch).

| Vorgänger | Amt                                   | Nachfolger       |
| --------- | ------------------------------------- | ---------------- |
| —         | Bischof von Samoa-Pago Pago 1986–2013 | Peter Brown CSsR |

| Personendaten    | Personendaten                                                                                       |
| ---------------- | --------------------------------------------------------------------------------------------------- |
| NAME             | Weitzel, John Quinn                                                                                 |
| KURZBESCHREIBUNG | US-amerikanischer Ordensgeistlicher und Missionar, römisch-katholischer Bischof von Samoa-Pago Pago |
| GEBURTSDATUM     | 10. Mai 1928                                                                                        |
| GEBURTSORT       | Chicago, Illinois                                                                                   |
| STERBEDATUM      | 30. Dezember 2022                                                                                   |
| STERBEORT        | Ossining, New York                                                                                  |